# Atletismo nos Jogos Pan-Americanos de 2019 - 10000 m masculino
A competição dos 10000 m rasos masculino foi um dos eventos do atletismo nos Jogos Pan-Americanos de 2019, em Lima, no Peru. A prova foi realizada no dia 9 de agosto.

## Calendário
Horário local (UTC-5).
| Data        | Horário | Fase  |
| ----------- | ------- | ----- |
| 9 de agosto | 16:40   | Final |

## Medalhistas
| Ouro   | BRA Ederson Pereira |
| Prata  | USA Reid Buchanan   |
| Bronze | USA Lawi Lalang     |

## Recordes
Recordes mundial e pan-americano antes da disputa dos Jogos Pan-Americanos de 2019.
| Tipo                             | Atleta            | Tempo    | Local          | Data                 |
| -------------------------------- | ----------------- | -------- | -------------- | -------------------- |
|                                  | Kenenisa Bekele   | 26:17.53 | Bruxelas       | 26 de agosto de 2005 |
| Recorde dos Jogos Pan-Americanos | José David Galván | 28:08.74 | Rio de Janeiro | 27 de julho de 2007  |

## Resultados

### Final
Os resultados foram os seguintes:  
| Colocação         | Atleta                 | Nacionalidade      | Tempo    | Notas                |
| ----------------- | ---------------------- | ------------------ | -------- | -------------------- |
| Medalha de ouro   | Ederson Pereira        | BRA Brasil         | 28:27.47 | Recorde pessoal      |
| Medalha de prata  | Reid Buchanan          | USA Estados Unidos | 28:28.41 |                      |
| Medalha de bronze | Lawi Lalang            | USA Estados Unidos | 28:31.75 |                      |
| 4                 | Vidal Basco            | BOL Bolívia        | 28:34.37 | Recorde pessoal      |
| 5                 | Jhon Cusi              | PER Peru           | 28:35.41 | Recorde pessoal      |
| 6                 | Rory Linkletter        | CAN Canadá         | 28:38.49 |                      |
| 7                 | Iván Darío González    | COL Colômbia       | 28:39.15 | Recorde da temporada |
| 8                 | Jose Mauricio González | COL Colômbia       | 28:48.00 | Recorde da temporada |
| 9                 | Saby Luna              | MEX México         | 29:07.18 |                      |
| 10                | Mario Pacay            | GUA Guatemala      | 29:30.83 |                      |
| 11                | Carlos Díaz            | CHI Chile          | DNF      |                      |
| 12                | Juan Luis Barrios      | MEX México         | DNS      |                      |

Legenda
| Recorde mundial                  | Recorde mundial (World record)               |                       | Recorde africano                      | Recorde africano (African) |                                           | Q | Classificado por posição (Qualified) |
| Recorde dos Jogos Pan-Americanos | Recorde pan-americano (Pan-American record)  | Recorde da América    | Recorde da América (Americas)         | q                          | Classificado por melhor tempo (Qualified) |   |                                      |
| Melhor marca do ano              | Melhor marca do ano (World leading)          | Recorde asiático      | Recorde asiático (Asian)              | DNS                        | Não largou (Did not start)                |   |                                      |
| Recorde nacional                 | Recorde nacional (National record)           | Recorde europeu       | Recorde europeu (European)            | DNF                        | Não terminou (Did not finish)             |   |                                      |
| Recorde pessoal                  | Recorde pessoal do atleta (Personal best)    | Recorde da Oceania    | Recorde da Oceania (Oceania)          | DSQ / DQ                   | Desclassificado (Disqualified)            |   |                                      |
| Recorde da temporada             | Recorde da temporada do atleta (Season best) | Recorde sul-americano | Recorde sul-americano (South America) | NM                         | Sem marca (No mark)                       |   |                                      |